# Le 20e de cavalerie
Le 20e de cavalerie est la quarante-et-unième histoire de la série de bande dessinée Lucky Luke créée par Morris. Dessinée par Morris et écrite par René Goscinny, elle est publiée pour la première fois du no 1356 au no 1377 du Journal de Spirou, puis éditée en album en 1965.

## Résumé
L'album est une parodie d'un film de John Ford, Rio Grande.
Des bisons ayant été illégalement chassés sur leur territoire, les Cheyennes, menés par leur chef Chien Jaune, ont rompu le traité autorisant la libre circulation des Blancs dans leur réserve. Lucky Luke est envoyé pour trouver une solution à la crise et tout faire pour qu'un nouveau traité soit signé entre Chien Jaune et le colonel McStraggle du 20e régiment de cavalerie. Arrivé à Fort Cheyenne, le camp du 20e de cavalerie, Luke se heurte au caractère rigide du colonel et à son inflexibilité — en particulier envers le cavalier Grover McStraggle, son propre fils.
Luke décide de mener son enquête chez les Cheyennes et y découvre Derek Flood, un déserteur du 20e de cavalerie, ami des Cheyennes et conseiller de Chien Jaune, qu'il pousse à l'affrontement avec le régiment. Le cow-boy parvient néanmoins à convaincre le chef de venir à Fort Cheyenne pour parlementer, lui garantissant la sécurité.
Le lendemain, Chien Jaune arrive au Fort, escorté de ses guerriers et entame les négociations avec le colonel et Lucky Luke. Mais quelqu'un tire sur le drapeau blanc du fort et McStraggle, furieux, ordonne l'arrestation du chef Cheyenne, qui accuse alors Luke de lui avoir menti. Le cow-boy, bien que désapprouvant l'arrestation, ne peut intervenir. Toutefois, Chien Jaune parvient peu après à s'évader avec l'aide de Flood. Tous deux décident alors de faire la guerre aux Blancs et appellent à l'aide leurs alliés Sioux et Arapahoes. Coyote Fou, Serpent Gras et Aigle Malade, les chefs des trois tribus, répondent à l'appel et se réunissent chez Chien Jaune.
Lucky Luke tente une reconnaissance pour espionner les chefs. Ces derniers, manipulés par Flood, décident d'attaquer le Fort et de massacrer le régiment. En tentant de partir, Lucky Luke est assommé et attaché au poteau de torture de Chien Jaune. Il tente alors de raisonner ce dernier, sans succès. Il est ensuite sauvé par Grover McStraggle et Jolly Jumper et rentre au Fort pour prévenir le régiment. Les Indiens arrivent peu après et assiègent Fort Cheyenne, qui se retrouve à court de vivres, après l'incendie de leurs réserves par Flood.
Lucky Luke décide alors de se rendre à Frontier Gulch, la ville du quartier général de la cavalerie, pour y chercher du renfort. Grover McStraggle se porte volontaire pour l'accompagner, pour la plus grande fierté de son père. Grâce à un tunnel, les deux hommes quittent le fort et volent des chevaux cheyennes. Les Indiens décident alors d'attaquer le fort le lendemain. Luke et Grover, de leur côté, parviennent à avertir les renforts. 
Au matin, McStraggle tente une dernière sortie avec ses hommes. Condamnés à la défaite à cause de leur infériorité numérique, ils sont sauvés au dernier moment par l'arrivée de Lucky Luke et des renforts. Sous le coup de la colère, Flood avoue alors involontairement à ses alliés que c'est lui qui a tué les bisons et provoqué le conflit. Comprenant la trahison, Chien Jaune se rend et accepte de signer un nouveau traité. 
Flood est finalement arrêté et les deux McStraggle sont décorés pour leur bravoure. Lucky Luke quitte alors Fort Cheyenne, réconcilié avec le colonel.

## Personnages
- Lucky Luke
- Jolly Jumper
- Colonel McStraggle : commandant le régiment du 20e de cavalerie. Homme rigide et autoritaire, il a la réputation d'être un bon soldat, mais un piètre diplomate. Les traits du colonel sont empruntés à l'acteur américain Randolph Scott interprétant le capitaine Tom Benson dans La Mission du capitaine Benson (titre original 7th Cavalry), film de Joseph H. Lewis, sorti en 1956.
- Grover McStraggle : fils du colonel que les hasards de l'affectation ont amené à devenir cavalier du régiment de Fort Cheyenne. Son père passe son temps à le punir pour des détails souvent ridicules, afin de ne montrer aucun favoritisme. Il est donc souvent vu en train de nettoyer le camp, d'éplucher des patates ou de garder les remparts la nuit.Il aide Lucky luke plusieurs fois à s'en sortir .
- Chien Jaune : chef des Cheyennes. Plutôt pacifique avec les « Visages Pâles », il rompt néanmoins le traité avec eux après que des bisons ont été tués sur son territoire. Il fume un calumet infect, qui dégoûte même ses propres guerriers.
- Derek Flood : déserteur du 20e de cavalerie et ami de Chien Jaune. Il a des activités de trafiquant d'armes. C'est un homme fourbe et vindicatif, prêt à tout pour détruire son ancien régiment.
- Ming Li Foo : blanchisseur chinois de Fort Cheyenne. Il espère économiser assez d'argent pour rentrer à Canton et y ouvrir une blanchisserie américaine,Il est gentil et bienveillant.
- Jeremiah Bowler : chapelier attaqué par les Cheyennes.Il harcèle tous les membres de la cavalerie pour qu'ils achètent ses chapeaux troués par les Cheyennes.
- Renard a deux plumes : il est membre de la tribu de chien jaune il change régulièrement de nom dans l'album à cause de sa plume, il est toujours frappé par quelqu'un surtout par Lucky luke.
- Coyote Fou : chef des Sioux Oglalas et allié de Chien Jaune.
- Aigle Malade : chef des Sioux Brules et allié de Chien Jaune.
- Serpent Gras : chef des Arapahoes et allié de Chien Jaune.
- Général Swanson : supérieur de McStraggle. À l'instar du colonel, il a deux fils sous ses ordres (qu'il semble lui aussi punir souvent).
- Blimp : chirurgien de Fort Cheyenne.
- Breadbasket : lieutenant de Fort Cheyenne.
- Honeybee : lieutenant de Fort Cheyenne.

## Publication

### Revues
L'histoire paraît dans le journal Spirou, du no 1356 (9 avril 1964) au no 1377 (3 septembre 1964).

### Album
Le 20e de cavalerie est le 27e album mettant en scène le personnage de Lucky Luke (année 1965).

## Adaptations
L'album est adapté dans la série animée Lucky Luke, diffusée pour la première fois en 1991.
Le personnage du colonel McStraggle apparaît dans le rôle du lieutenant à la fin du film Daisy Town, sorti en 1971. Il apparaît également, aux côtés de son fils, dans le film Lucky Luke (2009) de James Huth, où il est interprété par Yann Sarfati.

## Sources
- « Lucky Luke », sur bedetheque.com (consulté le 8 août 2008)
- « Lucky Luke », sur lucky-luke.com (consulté le 8 août 2008)
- « Parutions dans le journal de Spirou », sur bdoubliees.com (consulté le 8 août 2008)